# نزيهة بن يدر
نزيهة بن يدر هي سياسية تونسية.

## السيرة الذاتية
عينت في 8 أكتوبر 2001 في منصب وزيرة شؤون المرأة والأسرة في حكومة محمد الغنوشي الأولى، في 5 سبتمبر 2002 أصبحت وزيرة شؤون المرأة والأسرة والطفولة. بقيت على رأس الوزارة حتى 11 نوفمبر 2004.